# Mount Vito
Mount Vito är ett berg i Antarktis. Det ligger i Västantarktis. Inget land gör anspråk på området. Toppen på Mount Vito är 1 810 meter över havet, eller 462 meter över den omgivande terrängen. Bredden vid basen är 2,9 km.
Terrängen runt Mount Vito är varierad. Trakten är obefolkad. Det finns inga samhällen i närheten.